# Die geheime Geschichte
Die geheime Geschichte (Original-Titel: The Secret History) ist der Debüt-Roman der US-amerikanischen Schriftstellerin Donna Tartt. Das Buch erschien erstmals 1992 im Verlag Alfred A. Knopf und wurde zum Bestseller. Mittlerweile wurde es in 24 Sprachen übersetzt. Die deutsche Übersetzung von Rainer Schmidt erschien 1993 im Goldmann Verlag.

## Inhalt
Richard Papen, ein 20-jähriger Altgriechisch-Student aus einer Kleinstadt in Kalifornien, bewirbt sich am (fiktiven) Hampden College in Vermont. Er wird Schüler von Professor Julian Morrow, dessen Griechisch-Klasse, isoliert vom restlichen Leben an der Universität, aus nur fünf Studenten besteht: dem belesenen Musterschüler Henry Winter, dem Bohémien Francis Abernathy, Edmund Corcoran, genannt Bunny, sowie den Zwillingen Charles und Camilla Macaulay. Richard freundet sich mit ihnen an und verbringt schon bald seine gesamte Freizeit mit ihnen, die immer wieder von Trinkgelagen im Haus des reichen Francis beansprucht wird.
Nach einiger Zeit fällt Richard auf, dass seine neuen Freunde ein Geheimnis zu haben scheinen. Bunny, der einen hedonistischen Lebenswandel pflegt, zieht den Ärger der Gruppe auf sich, weil er immer wieder versteckte Andeutungen über einen Farmer macht, der während des Semesters tot in einem Tal in Vermont aufgefunden wurde. Richard findet heraus, dass Henry, Francis und die Zwillinge Tickets nach Argentinien gebucht haben, sie die Reise aber nicht angetreten haben. Er stellt Francis und Henry zur Rede und errät intuitiv, was ihr Geheimnis ist: „Und das Furchtbare war, daß ich es aus irgendeinem Grund tatsächlich wußte. ‚Ihr habt jemanden umgebracht‘, sagte ich. ‚Nicht wahr?‘“ (Tartt, Donna: Die geheime Geschichte, Goldmann Verlag, 1993, Seite 173).
Charles, Camilla und Francis haben unter der Leitung von Henry ein Bacchanal gewagt, um noch tiefer in die Materie des Griechisch-Unterrichts einzutauchen. Bunny zeigte bei den Vorbereitungen des Experimentes nur wenig Disziplin und war deswegen auch nicht in der Nacht dabei, als die Freunde im Rausch einen Farmer töteten. Aufgrund eines Zeitungsberichtes über den Mord reimt Bunny sich zusammen, was passiert ist, und macht sich einen Spaß daraus, seine Freunde mit seinem Halbwissen über den Vorfall zu erschrecken.
Einer griechischen Tragödie gleich nimmt nun die Handlung unausweichlich ihren Lauf. Bunny wird immer mehr zur Gefahr für die Freunde, auch Richard ist nun gefährdet, da er als Mitwisser die Tat nicht anzeigt. Bunny, ein vormals entspannter und warmherziger Mensch, wird im Umgang mit seinen Freunden zunehmend gereizt. Er erpresst Henry und Francis, deren Vermögen bald aufgebraucht ist. Auch eine Italien-Reise, von Henry finanziert und begleitet, kann Bunny nicht umstimmen. Die Freunde sehen keine andere Möglichkeit, Bunny zum Schweigen zu bringen, und beschließen, ihn zu töten. Nachdem mehrere Versuche in ihrer Planung oder Umsetzung gescheitert sind, trifft die Gruppe Bunny bei einem seiner ausschweifenden Spaziergänge an und Henry stürzt ihn einen Abhang hinunter.
Einige Wochen nach Bunnys Tod findet Julian einen Brief in seiner Post, angeblich von Bunny, in dem dieser seinem Professor vom Mord an dem Farmer berichtet und von seiner Angst, Henry würde auch ihn, Bunny, umbringen. Julian hält den Brief für einen dummen Streich eines Studenten. Francis und Henry, denen Julian den Brief vorliest, bemerken jedoch das Logo eines italienischen Hotels auf dem Briefkopf: Es ist das Hotel, in dem Bunny und Henry gewohnt haben. Julian erkennt nun ebenfalls, dass der Brief echt ist und dass Bunny ihn wenige Tage vor seinem Tod geschrieben haben muss. Er zeigt seine Studenten jedoch nicht bei der Polizei an, sondern verlässt das College Hals über Kopf und bricht jeden Kontakt zu seiner Klasse ab. Dies trifft vor allem Henry, der eine starke Bindung zu Julian hat.
Nach dem Mord an Bunny zerbricht die Gruppe langsam, aber sicher. Besonders Charles leidet unter der Angst, entdeckt zu werden, und muss sich einem Polizeiverhör unterziehen. Er entwickelt sich zum Alkoholiker. Charles hatte, wie Francis Richard berichtet, ein inzestuöses Verhältnis mit seiner Schwester Camilla, die eine Beziehung mit Henry beginnt. Aus Angst vor ihrem Bruder, mit dem sie zuvor zusammengelebt hat, zieht sie mit Henry in ein Hotel. Eines Nachts sind Richard und Francis zu Besuch, als plötzlich Charles im betrunkenen Zustand mit einer Waffe das Zimmer stürmt in der Absicht, Henry zu erschießen. Während des Kampfes wird Richard versehentlich von Charles angeschossen. Henry gelingt es schließlich, Charles die Waffe zu entwenden. Um die Gruppe zu schützen und ihr Geheimnis zu bewahren, küsst Henry Camilla zum Abschied und nimmt sich vor den Augen seiner Freunde das Leben.
Mit Henrys Tod löst sich die Gruppe endgültig auf. Francis, der inzwischen in Boston lebt, unternimmt einen Selbstmordversuch und wird, obwohl er homosexuell ist, von seinem reichen Großvater gezwungen, eine Frau zu heiraten, die er verachtet. Camilla, die sich um ihre Großmutter kümmert, wird zunehmend isoliert. Charles flieht aus der Entziehungskur nach Texas mit einer verheirateten Frau und spricht nicht mehr mit Camilla. Richard wird, nachdem er sich von seinen Verletzungen erholt hat, zu einem einsamen Akademiker mit einer unerwiderten Liebe zu Camilla.
Richard erkennt, dass Henrys Tod das Band, das die Gruppe verbunden hatte, durchtrennt und sie alle ins Unglück gestürzt hat. In einem Traum begegnet er Henry und fragt ihn, ob er glücklich sei, wo er gerade ist. Henry antwortet darauf: „Nicht besonders. Aber du bist auch nicht sehr glücklich da, wo du bist.“ (Tartt, Donna: Die geheime Geschichte, Goldmann Verlag, 1993, Seite 571).

## Entstehungsgeschichte
Donna Tartt begann 1984 mit dem Verfassen des Romans, der zunächst The God of Illusions heißen sollte, während ihres zweiten Studienjahrs am Bennington College in Vermont. Diese Umgebung beeinflusste sie bei der Charakterisierung des fiktiven Hampden College und mancher Figuren der Geschichte. Im Juni 1986 schloss Tartt ihr Studium ab, setzte die Arbeit am Roman aber fort.
Tartts Studienfreund Bret Easton Ellis vermittelte ihr die Literaturagentin Amanda „Binky“ Urban. Als das Manuskript 1991 abgeschlossen war, entfachte Urban darum einen Wettkampf der Verleger. Das höchste Angebot – 450.000 US-Dollar – kam vom renommierten Verlagshaus Knopf. Statt in der für Erstlingsromane sonst üblichen Auflage von 10.000 ließ Knopf 75.000 Exemplare drucken. Das Buchcover wurde von Chip Kidd und Barbara de Wilde gestaltet, und das Format des Buchs wurde gezielt etwas schmaler und höher als üblich angelegt, um sich von anderen Büchern abzuheben.
Urban und Knopf sorgten anschließend durch geschicktes Marketing und aufwendige Artikel in bekannten Publikationen dafür, dass Donna Tartt als neuer literarischer Topstar gehandelt wurde, noch bevor das Buch überhaupt in den Handel kam. Nachdem es am 4. September 1992 schließlich ausgeliefert worden war, hielt es sich 13 Wochen lang in der Bestsellerliste des Verlages.

## Aufbau des Romans
Dem eigentlichen Roman gehen eine Widmung (u. a. an Bret Easton Ellis), zwei Zitate, eine Danksagung und ein Prolog voraus. Bei den Zitaten handelt es sich um Ausschnitte von Friedrich Nietzsches Unzeitgemäßen Betrachtungen und Platons Der Staat.
Im Prolog schildert der mittlerweile 28-jährige Richard Papen rückblickend die Ereignisse und bezieht sich dabei auch auf den Titel des Romans.
„Ich nehme an, es gab eine Zeit in meinem Leben, da hätte ich eine beliebige Anzahl von Geschichten gewusst, aber jetzt gibt es keine andere mehr. Dies ist die einzige Geschichte, die ich je werde erzählen können.“

## Interpretation und Anleihen
Tartts Roman ist gespickt mit klassischen Zitaten. Neben Griechisch wird auch Latein und Französisch zitiert. Bereits der Titel ist eine Anspielung auf die berühmte „Geheimgeschichte“ des spätantiken Autors Prokopios. Das Buch ist, wie viele Werke griechischer Philosophen, aufgeteilt in „Buch I“ und „Buch II“. Wie in der klassischen griechischen Tragödie spielt das Schicksal in Tartts Roman eine besondere Rolle: Die Planung des Mordes an Bunny erscheint folgerichtig, da es keine andere Möglichkeit gibt, ihn zum Schweigen zu bringen. Auch die Ausführung der Tat ist dem Zufall zu verdanken: Henry, Francis, Charles, Camilla und Richard treffen Bunny zufällig noch in den Bergen von Vermont, nachdem sie den Mordversuch für diesen Tag bereits abgebrochen hatten.
Aus zwei der ehemaligen Freunde werden Feinde; Bunny, weil er eine potentielle Gefahr für die Gruppe darstellt und sie verraten könnte, und Charles, der durch den Alkohol unberechenbar geworden ist und seine Schwester und Henry bedroht. Henry glaubt, niemals mit Camilla glücklich sein zu können, solange Charles ihm nicht vergibt, und tötet sich deswegen selbst.
Laut Michiko Kakutani spiegeln einige Aspekte des Romans Nietzsches Modell des apollinischen und dionysischen Ausdrucks in Die Geburt der Tragödie wider. Kakutani, die für die New York Times schrieb, sagte, Tartt gelinge es, melodramatische und bizarre Ereignisse (mit dionysischen Riten und Andeutungen satanischer Macht) völlig plausibel erscheinen zu lassen („In The ‘Secret History’, Ms. Tartt managed to make even more melodramatic and bizarre events (involving Dionysian rites and intimations of satanic power) seem entirely plausible.“). Weil die Autorin den Mord und die Verantwortlichen gleich zu Beginn vorstellt, bezeichnete der Kritiker A. O. Scott es als eine Kriminalgeschichte rückwärts („a murder mystery in reverse“). 2013 schrieb John Mullan einen Essay für The Guardian mit dem Titel Ten reasons why we love Donna Tartt's The Secret History (Zehn Gründe, warum wir Donna Tartts Die geheime Geschichte lieben), darunter „Es beginnt mit einem Mord“, „Es ist in das antike Griechenland verliebt“, „Es ist voller Zitate“ und „Es ist besessen von Schönheit“.

## Literarische Rezension
Das Buch erhielt überwiegend positive bis hervorragende Kritiken. Michiko Kakutani bezeichnete es 1992 in der New York Times als rasant gute Unterhaltung („ferociously well-paced entertainment“), die prächtig gelinge („succeeds magnificently“), und deren schockierende, melodramatische Ereignisse den Lesern aufgrund der ausgeprägten Fähigkeiten der Schriftstellerin plausibel erscheinen lasse. Im Vanity Fair sprach James Kaplan von einer riesigen, fesselnden, galoppierende Lektüre („a huge, mesmerizing, galloping read“). Ein Buch, das prächtig geschrieben, unerbittlich gelehrt und beharrlich (und ziemlich anachronistisch) hochgeistig sei. Laut Ted Gioia gebe es viel zu bewundern in Tartts Roman, und die Intimität, mit der Tartt ihre Leser in das psychologische Miasma der sich entfaltenden Handlung einführe, sei eines der fesselndsten Merkmale von Die geheime Geschichte. Sophie McKenzie schrieb im Independent, die Geheimnisse im Buch tauchten mit perfektem Tempo in der Geschichte auf (perfect pacing through the story), die Charaktere seien faszinierend und stark gezeichnet (the characters are fascinating and powerfully drawn), und sie bezeichnete es als book of a lifetime.
James Wood urteilte 1992 im London Review of Books eher mittelmäßig: Die Geschichte fessele, aber sie involviere nicht („The story compels, but it doesn’t involve“). Tartts Schreiben habe die selbstverliebte Deutlichkeit und Verwunderung von Kinderliteratur oder von Swift und Dickens. Das sei nicht zu verachten, aber es sei erschreckend, es so offen in einem zeitgenössischen amerikanischen Roman zu finden („it is startling to find it so openly done in a contemporary American novel“).
Die deutsche Fachkritik urteilte nicht immer so enthusiastisch wie oftmals die amerikanische. Zwar sprach Die Welt (14. August 1993) von „einem bestürzend perfekten Debüt-Roman, der mit der Präzision griechischer Tragödien Seelen-Labyrinthe ausleuchtet“, jedoch störten sich andere am erheblichen PR-Rummel, an blassen Figuren, steifen Dialogen oder geschwätzigen Sätzen (vgl. SZ, 30. Juni 1993 und FR, 11. April 1993).

## Einfluss auf das Internetphänomen Dark Academia
Eine Renaissance an Popularität erlebte der Roman während der COVID-19-Pandemie durch die zeitgleiche Popularisierung der Internet-Subkultur Dark Academia auf Plattformen wie TikTok und Instagram, als deren Bibel Die Geheime Geschichte oft zitiert wird. Diese Subkultur, die bereits um 2017 herum auf tumblr entstand, imitiert die Ästhetik, den Habitus, Kleidungsstil und das Interesse an klassischer Bildung der Charaktere aus dem Roman. Die steigende Popularität des Romans und der Subkultur führte zu einer vermehrten öffentlichen Interesse an und Publikation von Romanen, die sich in ihrer dramaturgischen Gestaltung und Ästhetik an Donna Tartts Roman orientieren.

## Zensur
Im Jahr 2025 wurde der Vertrieb des Romans in Belarus verboten.

## Ausgaben
Englische Originalausgabe (Auswahl)
- The Secret History. Knopf, 1992, ISBN 978-0-679-41032-4 (Gebundene Ausgabe (Erstausgabe)).
- The Secret History. Ivy, 1993, ISBN 978-0-14-016777-1 (Taschenbuch).

Deutsche Ausgaben (Auswahl)
- Die geheime Geschichte. Goldmann, 1993, ISBN 978-3-442-30441-7 (Gebundene Ausgabe (Erstausgabe)).
- Die geheime Geschichte. Goldmann, 1993, ISBN 978-3-442-42943-1 (Taschenbuch).
- Die geheime Geschichte. Goldmann, 2003, ISBN 978-3-442-45691-8 (Taschenbuch).
- Die geheime Geschichte. Goldmann, 2013, ISBN 978-3-442-48057-9 (Taschenbuch).
- Die geheime Geschichte. Goldmann, 2017, ISBN 978-3-442-48733-2 (Taschenbuch).

## Verfilmung
Mit dem Erscheinen des Buchs 1992 erwarb Produzent Alan J. Pakula die Filmrechte für Warner Bros. Entertainment. Mehrere Autoren arbeiteten an einem Drehbuch, unter anderem Joan Didion und John Gregory Dunne. Als Regisseur war Scott Hicks vorgesehen. Pakula war nicht zufrieden mit dem Drehbuch und starb 1998 bei einem Autounfall. Das Filmprojekt wurde nicht umgesetzt.
Mit der Veröffentlichung von Donna Tartts zweitem Roman Der kleine Freund im Jahr 2002 wurde bekannt, dass Die geheime Geschichte erneut verfilmt werden sollte, diesmal von Warner in Kooperation mit Miramax. Als Produzenten waren Gwyneth Paltrow und ihr Bruder Jake Paltrow vorgesehen. Diese haben das Projekt jedoch nicht weiter verfolgt.
Ein späterer Versuch von Melissa Rosenberg und Bret Easton Ellis, Die geheime Geschichte als Miniserie zu adaptieren, scheiterte erneut.